# Dzmitryj Asipienka
Dzmitryj Michajławicz Asipienka, biał. Дзмітрый Міхайлавіч Асіпенка, ros. Дмитрий Михайлович Осипенко, Dmitrij Michajłowicz Osipienko (ur. 12 grudnia 1982 w Mińsku) – białoruski piłkarz, grający na pozycji napastnika.

## Kariera piłkarska

### Kariera klubowa
W 2000 rozpoczął karierę piłkarską w drużynie Traktar Mińsk. Potem występował w klubach Lakamatyu Mińsk i FK Smorgonie. Od 2007 bronił barw FK Mińsk. W styczniu 2011 podpisał 2-letni kontrakt z ukraińską Worskłą Połtawa, ale już 19 listopada 2011 za obopólną zgodą kontrakt został anulowany. Na początku 2012 roku został graczem białoruskiego klubu Szachcior Soligorsk